# بيكي كلونان
بيكي كلونان (من مواليد 23 يونيو) هي مؤلفة كتب هزلية أمريكية ، اشتهرت بالعمل الذي نشرته شركة "طوكيو بوب" (بالإنجليزية: Tokyopop)‏ و "فيرتيقو" (بالإنجليزية: vertigo)‏. في عام 2012، أصبحت أول فنانة ترسم كتب "باتمان" (بالإنجليزية: Batman)‏ لـ"دي سي كوميكس"(بالإنجليزية: DC Comics)‏.

## بداية حياتها
ولدت بيكي كلونان في مدينة بيزا في إيطاليا.والتحقت بمدرسة نيويورك للفنون البصرية.